# Mersacidin
Bei Mersacidin handelt es sich um ein von der Bacillus Spezies HIL Y-85,54728 produziertes Peptidantibiotikum. Es enthält die Aminosäure β-Methyllanthionin und gehört deshalb zu den sogenannten Lantibiotika. Mersacidin besteht aus 20 Aminosäuren und hat ein Molekulargewicht von 1824 (C80H120N20O21S4). Die Kristallstruktur von Mersacidin wurde im Jahr 1999 bestimmt, ebenso wurde die mit NMR bestimmte Struktur in Lösung veröffentlicht.  Dieses Lantibiotikum wirkt gegen grampositive Bakterien (auch gegen den sogenannten Methicillin-resistenten Staphylococcus aureus; MRSA), es besitzt aber keine Aktivität gegen gramnegative Bakterien oder Pilze.

Tetracyclische Struktur des Peptids Mersacidin, dargestellt im Aminosäuren-Dreibuchstabencode (oben). Die charakteristischen β-Methyllanthionin-Strukturelemente lassen sich formal als über eine Thioetherstruktur mit α-Aminobuttersäure (Abu) verbundenes Alanin (Ala) abbilden (unten links). Dha = Dehydroalanin.